# Frederick August I, Duce de Oldenburg

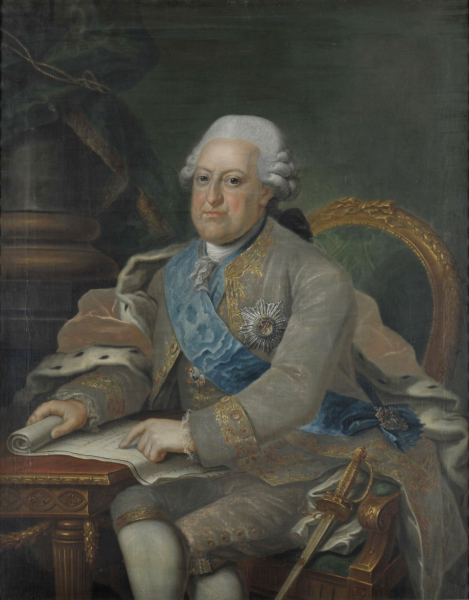
Frederick August I, Duce de Oldenburg

Friedrich August, Duce de Holstein-Oldenburg (20 septembrie 1711 – 6 iulie 1785) a fost fiul lui Christian August, Duce dee Holstein-Gottorp și a soției acestuia, Albertina Frederica de Baden-Durlach.

## Căsătorie și copii
Friedrich Augustus s-a căsătorit cu Prințesa Ulrike Friederike Wilhelmine de Hesse-Kassel; cuplul a avut trei copii:
- Peter Friedrich Wilhelm, Duce de Oldenburg (n. 3 ianuarie 1754)[1][2]
- Luise de Holstein-Gottorp-Oldenburg (n. 2 octombrie 1756)[1][2]
- Hedwig Sophie Charlotte de Holstein-Gottorp-Oldenburg (n. 22 martie 1759)[1][2]; va deveni regină a Suediei și Norvegiei prin căsătoria cu Carol al XIII-lea al Suediei